# Phòng Tổng quản trị Bộ Tổng tham mưu
Phòng Tổng Quản trị là một cơ quan tham mưu chuyên ngành đồng thời cũng là một trong 7 phòng nằm trong bộ phận đầu não (gồm các phòng: 1, 2, 3, 5, 6, 7 và Tổng Quản trị) của Bộ Tổng tham mưu. Phòng Tổng Quản trị được tách ra từ Phòng 1 để đảm trách việc điều hành, nghiên cứu, soạn thảo và ban hành các thủ tục liên quan đến lĩnh vực "Quản trị Nhân viên" từ Bộ Quốc phòng, Bộ Tổng Tham mưu (cùng các đơn vị trực thuộc) trong Quân lực Việt Nam Cộng hòa.

## Lịch sử hình thành
Năm 1950, Quốc trưởng Bảo Đại thành lập Quân đội Quốc gia trong Quân đội Liên hiệp Pháp. Nhưng đến 2 năm sau (1952), Bộ Tổng Tham mưu Quân đội Quốc gia mới hình thành. Tại Bộ Tổng Tham mưu, Phòng 1 phụ trách việc Quản trị Nhân viên và tại Bộ Quốc phòng, việc Quản trị Nhân viên do Nha Nhân viên phụ trách.
Năm 1960 ở thời kỳ Đệ nhất Cộng hòa, do Huấn thị số 0402 /TTM/P3 ngày 16 tháng 3, một phần quân số của Phòng 1 được tách ra để thành lập Phòng Tổng Quản trị và vị trí được đặt theo hệ thống hàng ngang với các Phòng khác và dưới quyền điều hành trực tiếp của Tham mưu phó Nhân viên trong Bộ Tổng Tham mưu.
Sau ngày đảo chính Tổng thống Ngô Đình Diệm 1 tháng 11 năm 1963. Nha Nhân viên của Bộ Quốc phòng có quyết định giải tán, quân số của Nha này được sáp nhập vào Phòng Tổng Quản trị của Bộ Tổng tham mưu.

### Nhiệm vụ của Phòng Tổng Quản trị
- Phòng Tổng Quản trị có nhiệm vụ chính như sau:

-Cố vấn cho Tham mưu trưởng Bộ Tổng Tham mưu về các vấn đề có liên quan đến thủ tục nhân viên và hành chính tổng quát trong Quân lực.
-Nghiên cứu, soạn thảo và ban hành các thủ tục về lĩnh vực trên, tổng quát trong Quân lực.
-Điều hành các thủ tục về Quản trị Nhân viên.
-Hướng dẫn việc định nghiệp và sử dụng nhân viên các cấp thuộc ngành Tổng Quản trị.
-Giám sát việc điều hành và phối hợp công tác của các Trung tâm trực thuộc:
1/ Trung tâm Điện toán Nhân viên.
2/ Trung tâm Trác nghiệm Tâm lý.
2/ Trung tâm Ấn loát Ấn phẩm.
4/ Trung tâm Hồ sơ Cá nhân.
 5/ Trung tâm Bưu chính Quân đội (Quân bưu).
 6/ Trung tâm Văn khố.
 7/ Trung tâm Hoãn và Miễn dịch (hoãn và miễn thi hành quân dịch).
8/ Trung tâm Quản trị Trung ương (Đơn vị 3) và các Đơn vị Quản trị Địa phương 1, 2 và 4.
9/ Giám sát Kỹ thuật trường Tổng Quản trị trong việc huấn luyện chuyên môn cho nhân viên các cấp trong ngành Tổng Quản trị.
10/ Thi hành các trách vụ khác mà Tham mưu trưởng Bộ Tổng Tham mưu giao phó.
Từ ngày hình thành, Phòng Tổng Quản trị luôn được cải tiến để điều hành được nhanh chóng và kịp thời theo mức nhu cầu gia tăng quân số của Quân đội.

### Tổ chức của Phòng Tổng Quản trị
- Gồm có:
-Trưởng phòng
-Phó Trưởng phòng
-Ban Hành chính 8 Khối:
1/ Khối Nghiên huấn (có 7 ban)
2/ Khối Bổ nhiệm (có 4 ban)
3/ Khối Nhân sự vụ (có 4 ban)
4/ Khối Hành chính Sự vụ (có 3 ban)
5/ Khối Huy chương (có 2 ban)
6/ Khối Thăng thưởng (có 2 ban)
7/ Khối Dân chính (có 3 ban)
8/ Khối Điều hành Quân nhân loại 2 (có 2 ban)

Phòng Tổng Quản trị đã thực hiện tốt phần hành trách nhiệm của mình cho đến cuối tháng 4 năm 1975 thì chấm dứt nhiệm vụ.

## Trưởng phòng Tổng Quản trị qua các thời kỳ
| Stt | Họ và Tên                                       | Cấp bậc  | Tại chức       | Chú thích |
| --- | ----------------------------------------------- | -------- | -------------- | --- |
| 1   | Nguyễn Phú Sanh Võ bị Đà Lạt K3                 | Đại úy   | 1960-1961      | Chức vụ sau cùng: Biệt phái qua Bộ tư lệnh Cảnh sát Quốc gia, Đại tá Phụ tá Tư lệnh Cảnh sát Quốc gia |
| 2   | Trần Văn Vân Võ bị Địa phương Nam Việt Vũng Tàu | Thiếu tá | 1961-1963      | Chức vụ sau cùng: Đại tá Tuỳ viên Quân sự cạnh Tòa Đại sứ VNCH tại Đại Hàn Dân quốc (Nam Hàn) |
| 3   | Nguyễn Văn Tuấn Võ khoa Thủ Đức K1              | Thiếu tá | 1963-1965      | Chức vụ sau cùng: Đại tá phục vụ Bộ Quốc phòng |
| 4   | Trần Văn Trung Võ bị Huế K1                     | Đại tá   | 1/1965-2/1965  | |
| 5   | Bùi Đình Đạm Võ bị Huế K1                       | Đại tá   | 2/1965-10/1965 | |
| 6   | Đồng Văn Khuyên Võ khoa Thủ Đức K1              | Trung tá | 1965-1967      | |
| 7   | Nguyễn Đức Đệ Võ khoa Thủ Đức K3                | Trung tá | 1967-1971      | Chức vụ sau cùng: Đại tá Phụ tá Thanh tra thuộc Bộ Quốc phòng |
| 8   | Trần Ngọc Thống Võ khoa Nam Định                | Đại tá   | 1971-1974      | Chức vụ sau cùng: Giám đốc Nha Trừ bị kiêm Phụ tá Thanh tra trong Tổng nha Nhân lực thuộc Bộ Quốc phòng (đồng tác giả biên soạn sách "Lược sử Quân lực Việt Nam Cộng hòa", xuất bản năm 2011 tại Hoa Kỳ) |
| 9   | Trần Văn Thân Võ khoa Thủ Đức                   | Đại tá   | 1974-1975      | Trưởng phòng sau cùng |